# Milorad Bilbija
Milorad Bilbija (Sanski Most, 17 luglio 1964) è un ex calciatore bosniaco, di ruolo difensore.

## Biografia
Nato nel grad na devet rijeka anche suo figlio Nemanja ha vestito la maglia del Borac Banja Luka.

## Palmarès

### Club

#### Competizioni nazionali
- Coppa di Jugoslavia: 1

Borac Banja Luka: 1987-1988

#### Competizioni internazionali
- Coppa Mitropa: 1

Borac Banja Luka: 1992